# E-Offizier
E-Offizier war die gängige Abkürzung und Bezeichnung der deutschen Reichswehr und Wehrmacht für sogenannte Ergänzungsoffiziere. Sie wurden eingestellt, um den Bedarf an Offizieren des durch den Friedensvertrag von Versailles auf 100.000 Mann beschränkten, seit den späten 1920er Jahren zunächst im Geheimen, dann (nach der NS-Machtübernahme) ab 1935 ganz offen aufrüstenden Heeres zu decken.

## Hintergrund
Bereits in den frühen 1920er Jahren finanzierte die Reichsregierung die Organisation eines illegalen, Miliz-ähnlichen Grenzschutzes an den Ostgrenzen des Reiches. Er bestand zu großen Teilen aus den Resten der 1921 auf Druck der Siegermächte aufgelösten Einwohnerwehren und Selbstschutzformationen. Diesen Grenzschutz baute die Heeresleitung unter Wilhelm Heye ab 1926 im Geheimen zu einer reichsweiten Landesschutzorganisation (L.O.) aus, die aus dem Grenzschutz und einer Wehrersatz- und Mobilmachungsorganisation im Reichsinneren bestand und bis in die frühen 1930er Jahre das zentrale deutsche Geheimrüstungsunterfangen war. Die L.O. war der Heeres-Organisations-Abteilung des Truppenamtes (T 2) unterstellt und diente zur Vorbereitung einer Mobilmachung und einer geplanten Vergrößerung des Reichsheeres von sieben auf 21 Infanteriedivisionen.
Zu den Aufgaben der Landesschutzoffiziere (L-Offiziere), die Zivilangestellte der Reichswehr und langgediente, aus dem aktiven Dienst ausgeschiedene Offiziere der Alten Armee waren, gehörten neben dem Grenzschutz die Ausbildung der freiwilligen Grenzschützer, die Betreuung und Überwachung geheim eingelagerter Waffen und Ausrüstungsstücke sowie die Erfassung der wehrfähigen Bevölkerung. Als Kreisoffiziere übernahmen sie Arbeitsgebiete der ehemaligen Landwehr-Inspektionen und Bezirkskommandos. Am 1. Oktober 1933 wurden sie in dem noch immer getarnten Landesschutzoffizierkorps zusammengefasst.

## Ergänzungsoffiziere
Das Landesschutzoffizierkorps wurde in der Folge weiter ausgebaut und mit dem Erlass des Reichswehrministers vom 5. März 1935 in Ergänzungsoffizierkorps umbenannt. Diese Bezeichnung wurde per Verfügung des OKH vom 7. September 1936 abgeschafft.
In das E-Offizierkorps konnten Jahrgänge ab 1882 aufgenommen werden, und es wurden somit auch ehemalige Offiziere eingestellt, die für den Dienst in der aktiven Truppe nicht mehr geeignet waren. E-Offiziersanwärter erhielten bei ihrer Übernahme in das E-Offizierkorps, in der Regel nach einer Probezeit von sechs Monaten, oft einen höheren als ihren letzten aktiven Dienstgrad, wenn die Berechnung des Rangdienstalters dies zuließ. E-Offiziere waren Soldaten im Sinne des Wehrgesetzes von 1921. Sie führten hinter ihrem Dienstgrad bis zum 15. Dezember 1938 den Zusatz (E), der Begriff E-Offizier blieb jedoch auch danach bestehen. Zwar waren sie als Vorgesetzte keinen Einschränkungen unterworfen, aber es wurde weitestmöglich vermieden, aktive Offiziere E-Offizieren zu unterstellen.
Da der Bedarf an E-Offizieren mit der Aufrüstung der Wehrmacht stark anstieg – ihre Zahl stieg von 3.073 im Jahre 1935 auf 4.592 im Herbst 1937; 1939 waren es 6.009 –, befahl der Oberbefehlshaber des Heeres, Generaloberst Werner von Fritsch, die schnelle Eingliederung der E-Offiziere in das aktive Offizierskorps. Ab dem 10. Dezember 1937 gehörten die E-Offiziere im dauernden aktiven Wehrdienst zum aktiven Offizierskorps des Heeres. Sie dienten vorwiegend bei Ergänzungseinheiten, Stäben und in der Verwaltung und ersetzten aktive Offiziere in den meisten Stellen außerhalb des eigentlichen Truppendienstes. 1939 dienten im Oberkommando der Wehrmacht 37 Truppen- und 107 E-Offiziere. Ähnliche Relationen bestanden in den meisten höheren Stäben bis hinab zu den Divisionen; erst in den Regimentsstäben dominierten Truppenoffiziere.